# Rakša
Rakša (Hongaars: Kisraksa) is een Slowaakse gemeente in de regio Žilina, en maakt deel uit van het district Turčianske Teplice.
Rakša telt 220 inwoners.